# Dźwignia łączna
Dźwignia łączna (połączona, całkowita, ang. Degree of Total Leverage, DTL, Degree of Combined Leverage, DCL) – zależność, która łączy ze sobą zmienność przychodów netto ze sprzedaży, zysku operacyjnego, zysku netto oraz stopy zwrotu z kapitału własnego. Łączy w sobie ryzyko operacyjne („czystego biznesu”) i ryzyko finansowe (np. bankructwa).
Przyjmuje się, że stopień dźwigni całkowitej stanowi iloczyn stopnia dźwigni operacyjnej i finansowej. Wartość DTL obliczana jest zgodnie ze wzorem:
{\displaystyle {\text{DTL}}={\text{DOL}}\cdot {\text{DFL}}}
Stopień dźwigni połączonej informuje, o ile zmieni się wskaźnik rentowności kapitału własnego (ROE) w wyniku zmiany przychodów netto ze sprzedaży o 1%, np. jeżeli stopień dźwigni całkowitej wynosi 3, to znaczy, że zmiana przychodów netto ze sprzedaży o 1% powoduje zmianę ROE o 3%.
Dźwignia łączna definiuje stopień ryzyka operacyjnego i finansowego przedsiębiorstwa. Dźwignię można wykorzystać w procesie planowania zysku. Planowanie zysku to proces, który daje możliwość wyboru najbardziej satysfakcjonujących rozwiązań spośród możliwych wariantów wzrostu oraz zastosowania przedsięwzięć niezbędnych do uzyskania zamierzonych celów przedsiębiorstwa.